# Adèle Haenel
Adèle Haenel, född 11 februari 1989 i Paris, är en fransk skådespelare.
Haenel har vunnit två César-priser; den första på Césargalan 2014 i kategorin Bästa kvinnliga biroll för sin insats i Suzanne och den andra på Césargalan 2015 i kategorin Bästa kvinnliga huvudroll för Les combattants. 2008 och 2012 nominerades hon även i kategorin Bästa lovande kvinnliga skådespelare. 2012 fick hon Shooting Stars Award vid Filmfestivalen i Berlin.
Haenel hade ett långvarigt förhållande med regissören Céline Sciamma som hon lärde känna i samband med inspelningen av Waterlilies.

## Filmografi i urval
- 2002 – Hemlängtan
- 2007 – Waterlilies
- 2011 – House of Tolerance
- 2011 – Goldman
- 2013 – Suzanne
- 2014 – Les combattants
- 2016 – Den okända flickan
- 2017 – 120 slag i minuten
- 2019 – Porträtt av en kvinna i brand